# Pozitivistički kalendar
Pozitivistički kalendar je prijedlog za reformu kalendara francuskog znanstvenika Augustea Comtea iz 1849., a na osnovi ranijeg djela Marca Mastrofinija.
Comte je predložio solarni kalendar s 13 mjeseci od po 28 dana i dodatnim danom praznika/blagdana posvećenom sjećanju na mrtve, što je ukupno 365 dana. Ovaj dodatni dan je pridružen posljednjem mjesecu i nalazio se izvan sedmičnog ciklusa, tako da je prvi dan mjeseca (i godine) uvijek bio ponedjeljak. Na prijestupnu godinu bi se uz ovaj memorijalni dan mrtvih nalazio još jedan festivalski dan, posvećen svetim ženama i koji bi također bio van sedmičnog ciklusa. Godina je počinjala 1. siječnja, a i pravilo za određivanje prijestupnih godina je bilo isto kao u gregorijanskom kalendaru. Godina 1. ("Velike Krize") po ovom kalendaru bi odgovarala 1789. po gregorijanskom sustavu. 
Mjeseci su imenovani po slavnim ljudima zapadnoeuropske povijesti iz oblasti znanosti, religije, filozofije, industrije i književnosti, po kronološkom poretku. Imenovan je i svaki dan u godini i to ne po katoličkim svecima, kao u gregorijanskom kalendaru, niti po poljoprivredi Ile-de-France-a (pariške regije), kao u francuskom revolucionarnom kalendaru, već po nekim nižim figurama iz povijesti raznih oblasti ljudske aktivnosti. 
|    | Nazivi pozitivističkih meseci | Čemu su posvećeni       |
| 1  | Mojsije                       | (Početna teokracija)    |
| 2  | Homer                         | (Antička poezija)       |
| 3  | Aristotel                     | (Antička filozofija)    |
| 4  | Arhimed                       | (Antička znanost)       |
| 5  | Cezar                         | (Vojnička civilizacija) |
| 6  | Sveti Pavao                   | (Katoličanstvo)         |
| 7  | Karlo Veliki                  | (Feudalna civilizacija) |
| 8  | Dante                         | (Moderna epska poezija) |
| 9  | Gutenberg                     | (Moderna industrija)    |
| 10 | Shakespeare                   | (Moderna drama)         |
| 11 | Descartes                     | (Moderna filozofija)    |
| 12 | Fridrik                       | (Moderna politika)      |
| 13 | Bichat                        | (Moderna znanost)       |

Tako napredovanje godine izgleda kao povijest ljudskog roda i načina na koji on razmišlja o svijetu oko sebe. 
Comte je 1849. pisao da je svoj kalendar nazvao "prekidom kontinuiteta" sa starim načinom razmišljanja, a dio tog prekida, ili raskida, bio je i ovaj humanistički kalendar. On ga je nazvao "privremenom institucijom, predodređenom da sadašnjem izuzetnom stoljeću posluži kao uvod u apstraktno obožavanje čovječanstva"
Poput većine drugih Comteovih planova, pozitivistički kalendar nikada nije bio u širokoj upotrebi. Duncan Steel, pisac knjige Marking Time, vjeruje da je, osim religijskih referenci koje je kalendar nosio, sama promjena naziva mjeseci bila dovoljna da kalendar ne bude široko prihvaćen.
"Glavni razlog zbog kojeg njegov prijedlog [za reformu kalendara] nije našao povoljnog prijema kod većeg broja ljudi je izgleda to što je on inzistirao da mjesece nazove po raznim čuvenim ljudima iz povijesnih i modernih vremena.... Mora se priznati da bi izgledalo čudno navoditi datum kao treći dan Homera, a mjesec nazvan po bardu [Shakespeareu] i spominjanje Shakespearove 'Dvanaeste Noći' bi bilo dvosmisleno. "
Spisateljica Tricia Lootens piše da se ideja da se dani nazovu po književnicima, kao da su to katolički blagdani, nije primila van pozitivističkog pokreta.
"Van pozitivističkih krugova, kanonizacija književnih sekularnih svetaca je skoro uvijek bila pomalo obojena ironijom ili nostalgijom, a pozitivistički krugovi nikada nisu bili masovni.
Kalendar je poslužio kao inspiracija za međunarodni fiksni kalendar

## Vanjske poveznice
- Interaktivni pozitivistički kalendar (na engleskom, sa svim danima)
- Calendrier positiviste, Auguste Comte, April 1849 (1993 re-edition). (na francuskom, PDF)